# Београд у средњем веку (књига)
Београд у средњем веку је књига српског историчара Јованке Калић-Мијушковић први пут објављена у Београду 1967. године. Књига представља проширену докторску дисертацију одбрањену на Филозофском факултету у Београду 27. јануара 1964. године пред комисијом коју су чинили Георгије Острогорски, Иван Божић и Јадран Ферлуга. У књизи се излаже историја Београда од досељавања Словена са краћим освртом на ранију прошлост до турског освајања 1521. године. Настала је пре свега на основу различите изворне грађе и представља значајан допринос проучавању историје Београда. Поред широког хронолошког оквира аутор обухвата и широк спектар тема који се крећу од политичке историје и војних операција око града до историје уређења и питања друштвеног живота.
- Калић-Мијушковић, Јованка (1967). Београд у средњем веку. Београд: Српска књижевна задруга.